# Serieåret 1914

## Födda
- 13 januari - Jijé, egentligen Joseph Gillain (död 1980), belgisk serieskapare, mest känd för Spirou och Jerry Spring.
- 14 januari - Vince Alascia (död 1998), amerikansk serietecknare.
- 8 februari - Bill Finger (död 1974), amerikansk serieskapare,mest känd som medskapare till Batman.
- 13 februari - Shosuke Kurakane (död 1973), japansk mangatecknare.
- 19 februari - Henry Boltinoff (död 2001), amerikansk serieskapare.
- 22 mars - John Stanley (död 1993), amerikansk serieskapare, mest känd för sina manus till Little Lulu.
- 19 april - Mac Raboy (död 1967), amerikansk serietecknare.
- 26 april - Paul Norris (död 2007), amerikansk serieskapare.
- 31 maj - Edmund S. Valtman (död 2005), amerikansk tecknare och mottagare av Pulitzerpriset.
- 11 juni - Renaat Demoen (död 1982), belgisk serieskapare och illustratör.
- 15 juni
  - Hilda Terry (död 2006, amerikansk serieskapare.
  - Saul Steinberg (död 1999), amerikansk illustratör och serietecknare.
- 10 juli - Joe Shuster (död 1992), skapare av serien Stålmannen.
- 9 augusti - Tove Jansson (död 2001), finlandssvensk konstnär och författare, skapare av Mumin i bok- och serieform.
- 17 oktober - Jerome Siegel (död 1996), amerikansk serietecknare, skapare av serien Stålmannen.
- 26 november - Lou Fine (död 1971), amerikansk serieskapare.
- 29 november - Vincent Fago (död 2002), amerikansk serieskapare.
- 14 december - Jack Cole (död 1958), amerikansk serieskapare, mest känd som skaparen av Plastic Man.